# Germania Magna

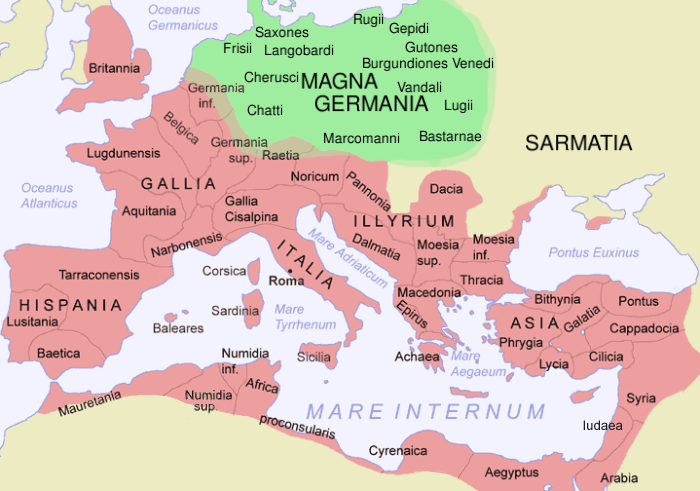
Germania Magna

La Germania Magna era, secondo l'etnologia geografica dell'antica Roma, una vasta area dell'Europa centrale non soggetta al dominio romano (se non parzialmente o per brevi periodi), che si estendeva a oriente del Reno e nella quale era stanziata la maggior parte delle tribù germaniche. Era definita anche Germania Transrenana, in contrapposizione alla Germania Cisrenana inclusa nei confini dell'Impero romano.

## Storia
Essendo Germania Magna un'espressione politico-geografica prettamente romana, la sua storia coincide con quella dei suoi rapporti con Roma e con quella dei suoi popoli nei secoli di contatto con la civiltà romana. Al tempo di Augusto, i Romani ne intrapresero la conquista a partire dal 12 a.C. Nell'anno 6 d.C., tutta la Germania fino al fiume Elba era occupata e pacificata. Il consolidamento della conquista della Germania Magna non ebbe luogo a seguito della disfatta romana nella battaglia della foresta di Teutoburgo, avvenuta nel 9 d.C.
Augusto intuì, così, già allora che i confini dell'Impero romano dovessero essere stabiliti al Reno e al Danubio. Secondo questa politica di "smobilitazione" della frontiera di là del Reno, opereranno tutti gli imperatori successivi, da Tiberio (che mostrò indifferenza alla rivolta dei Frisi), a Claudio e a Nerone, che fermarono le iniziative di Corbulone in quei territori, fino a Domiziano quando fu creata una zona militarizzata (limes) tra Roma e la Germania Transrenana.
(Tacito, De origine et situ Germanorum, I-II.)
Tacito racconta che l'appellativo di Germania sia stato attribuito non molto tempo prima rispetto ai suoi tempi (fine del I secolo); si deve ai Tungri che a quel tempo si chiamavano Germani e per primi passarono il Reno, scacciando i Galli. Tale storia è caratterizzata in una prima fase dai continui scontri lungo il Limes tra le tribù germaniche e l'Impero romano (I-III secolo d.C.); in una seconda fase (III-VI secolo) a essere predominanti sono le ondate migratorie che dalla Germania Transrenana mossero verso l'Impero, determinando l'inizio del Medioevo.

## Territorio
Se i confini settentrionali (geografici) e quelli occidentali e meridionali (politico-geografici) della Germania Magna erano definiti, quelli orientali rimasero sempre sfumati. A ovest la regione era limitata dal corso del fiume Reno; a sud, da quello del Danubio. Lungo i due fiumi correva il Limes, la lunga frontiera settentrionale dell'Impero romano che si estendeva dal Mare del Nord al Mar Nero. A nord, la Germania Magna era limitata da due mari, il Mar Baltico e lo stesso Mare del Nord. A est, invece, il suo territorio proseguiva indefinitamente, fino a dove erano presenti insediamenti di tribù germaniche.
I fiumi che scorrevano verso l'Oceano germanico e suebico erano a partire da oriente ad occidente il Guthalus, il Visculus o Vistla (Vistola), l'Albis (Elba), il Visurgis (Weser), l'Amisis (Ems), il Rhenus (Reno) e la Mosa (Mosa). Parallele alla costa oceanica, partendo ora dal Reno, troviamo l'isola dei Batavi e Cannenefati, quindi altre isole dei Frisi o Frisiavoni, dei Cauci, degli Sturi e dei Marsaci, che si trovano tra il lago Flevo e l'Elinio (estuario del Reno).
Della Germania, lo storico romano Tacito scriveva:
(Tacito, De origine et situ Germanorum, V, 1.)
I Romani ebbero sempre una conoscenza approssimativa dell'esatta composizione etnica e della stessa conformazione fisica delle aree orientali delle terre dei Germani e la loro definizione geografica (Germania Magna, appunto), coincideva con quella etnica. Integrando lo schema romano con le moderne conoscenze storiche, i confini orientali della Germania Magna si possono pertanto precisare come grosso modo coincidenti con il corso del fiume Vistola, al di là del quale si estendevano le terre abitate in prevalenza da Balti e Slavi. Non esistette mai, comunque, una linea di confine netta tra i Germani e gli altri popoli; le varie tribù si intervallavano, si spostavano le une nelle terre delle altre, si scontravano e si fondevano continuamente, determinando il carattere costantemente fluido della regione, almeno dal punto di vista della composizione etnica.
Allo stesso modo, anche il limite sudorientale della Germania Magna era indefinito; più che un confine, esisteva un'area di transizione verso le regioni abitate dai Sarmati e, più a sud, dai Pannoni: la Pannonia, a popolazione mista celtico-illirica (Pannoni).

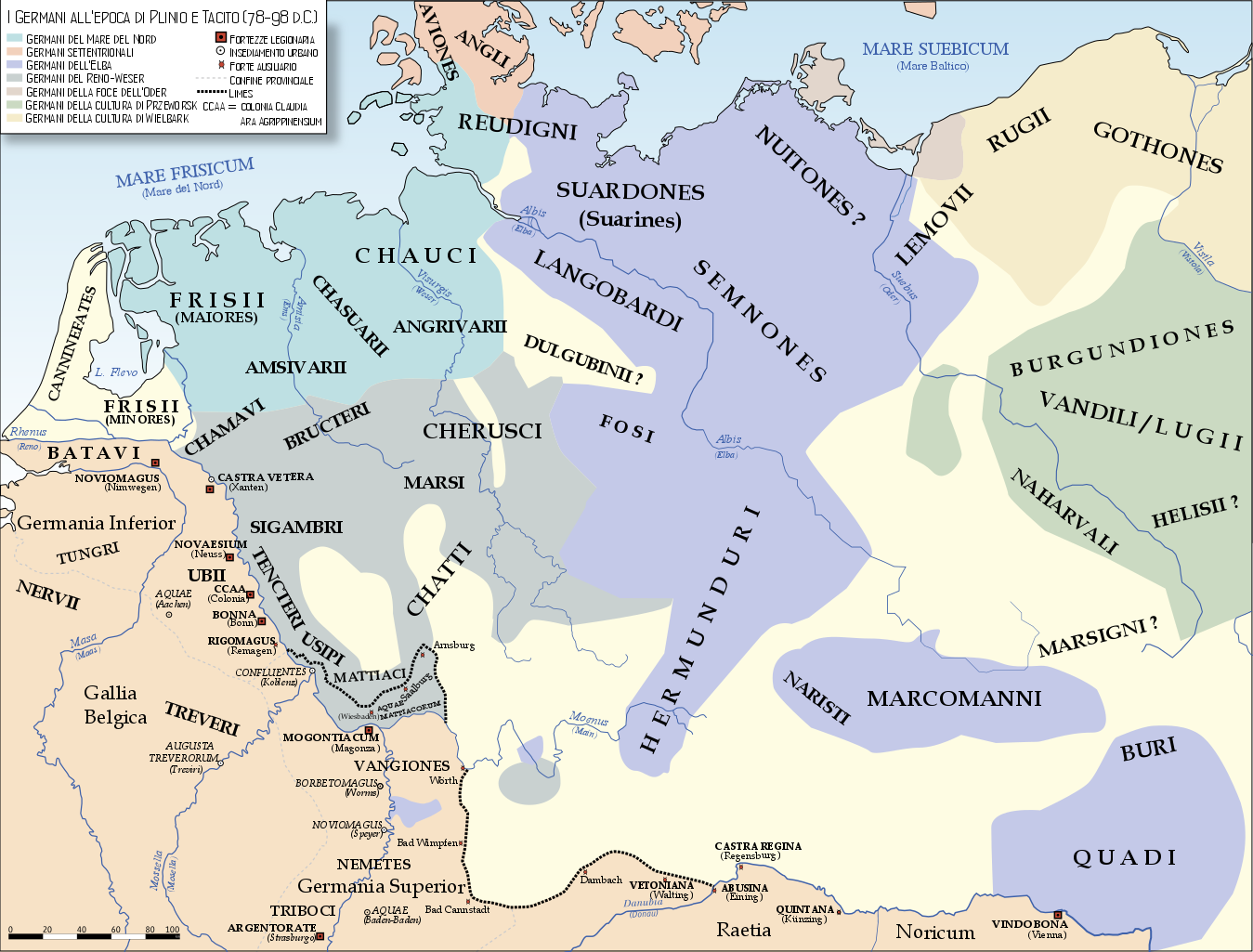
La Germania Magna nel 98 d.C. al tempo dello scritto di Tacito, De origine et situ Germanorum.

## Popolazioni
L'area che sarebbe stata identificata dai Romani con il nome di Germania Magna fu abitata in parte, fino al IV secolo a.C., da popolazioni celtiche, stanziate soprattutto nelle aree occidentali e meridionali. Già a partire dal V secolo, tuttavia, ebbe inizio un continuo processo espansivo dei Germani verso sud, a partire dalla loro patria originaria tra Scandinavia e coste del Mar Baltico. Verso il II-I secolo a.C., quando ebbero inizio i contatti con quei Romani che avrebbero definito "Germania Magna" la regione, la sua popolazione era ormai in gran parte germanica. In particolare, i Germani della Germania Magna appartenevano ai due sottinsiemi linguistici dei Germani occidentali (a loro volta ripartiti in Ingaevones, Istaevones e Herminones) e dei Germani orientali.
La predominanza germanica nella regione è rimasta sostanzialmente costante fino ai nostri giorni, anche se nelle aree orientali già nell'antichità il contatto con Balti e Slavi si tradusse in alternanze, assimilazioni tra popolazioni geneticamente simili e scontri tra i vari gruppi etnici.